# Reinhard von Scheffer-Boyadel
Reinhard Gottlob Georg Heinrich baron von Scheffer-Boyadel (né le 28 mars 1851 à Hanau et mort le 8 novembre 1925 à Boyadel) est un général d'infanterie prussien pendant la Première Guerre mondiale.

## Biographie
Reinhard est le fils d'Eduard Scheffer (1818-1899), conseiller du gouvernement de l'électorat de Hesse puis du royaume de Prusse. En 1870, il s'engage comme volontaire dans l'armée prussienne, prend part à la guerre contre la France et reçoit la croix de fer de 2e classe. En février 1871, il est promu sous-lieutenant. Après l'Académie de guerre, il est promu capitaine en 1883. En 1894, von Scheffer zqr promu lieutenant-colonel et, à ce titre, il sert comme chef d'état-major du corps de la Garde. Après sa promotion au grade de colonel, il est nommé commandant du 1er régiment de grenadiers de la Garde en 1899. En 1901, il devient général de division de la 3e brigade d'infanterie de la Garde et rejoint le Grand état-major en 1903 en tant qu'Oberquartiermeister. Il y devient lieutenant général en 1904.
En 1906, Scheffer est élevé par l'empereur Guillaume II au rang de baron de Prusse avec le suffixe Boyadel.
La même année, il est nommé commandant de la 2e division de la Garde. En 1908, il est promu General der Infanterie et nommé général commandant du 11e corps d'armée. En approbation de sa démission, Scheffer est démis de ses fonctions le 31 décembre 1913 et mis à disposition et à la suite du 1er régiment de grenadiers de la Garde.
Avec le déclenchement de la Première Guerre mondiale, SchefferScheffer fut réactivé et nommé général commandant du 25e corps de réserve engagé en Pologne au sein de la  9e armée. En novembre 1914, il commande toutes les troupes encerclées dans la poche de Lowitsch, dont la 3e division de la Garde sous les ordres du général Karl Litzmann, le 1er corps de cavalerie (en) (HKK 1) sous les ordres du général Manfred von Richthofen et les restes de la 72e brigade d'infanterie. Le 22 novembre 1914, le général von Scheffer-Boyadel donne l'ordre de percer vers l'est à Brzeziny, ce qui est fait le 24 novembre malgré un froid glacial de −20 °C et emportant 2 000 blessés et 10 000 prisonniers. Pour cela, il reçoit le 2 décembre 1914 l'Ordre Pour le Mérite.
Du 3 septembre 1916 au 17 septembre 1917, il commande le 17e corps de réserve et est commandant en chef du département de l'armée Scheffer sur le front du centre-est. Il prend ensuite le commandement du 67e corps (de) jusqu'en 1918. En décembre 1918, il est mis à la retraite.
Scheffer, propriétaire du château de Brandenstein près de Schlüchtern-Elm depuis 1887, fait reconstruire le château et reboiser la colline du château. En 1890, avec sa femme Margarete  (morte en 1904), fille du magnat industriel Carl Adolf Riebeck (de), il est élevé à la noblesse. En 1895, il vend sa propriété de Brandenstein à Gustav von Brandenstein.
En 1905, von Scheffer acquiert le domaine de Boyadel en Basse-Silésie, qui est auparavant entre les mains de la famille von Kottwitz (de) depuis 325 ans. En primogéniture, l'élévation au rang de baron (29 janvier 1906) est également liée au fidéicommis de Boyadel.
Après sa mort, son fils Adolf baron von Scheffer-Boyadel devient propriétaire du domaine jusqu'en 1945.

## Décorations
- Ordre de l'Aigle noir avec chaîne[2]
- Ordre de la Couronne de 2e classe avec étoile[2]
- Croix de fer (1914) de 1re classe[2]
- Croix d'honneur de 1re classe de l'Ordre de la Maison Princière de Hohenzollern[2]
- Grand-Croix de l'Ordre de la Maison d'Albert l'Ours[2]
- Grand-Croix de l'Ordre du Lion Zaeringen[2]
- Grand commandeur de l'Ordre bavarois du Mérite militaire[2]
- Grand-Croix de l'Ordre du Mérite de Philippe le Magnanime[2]
- Croix d'honneur reussoise de 1re classe[2]
- Grand-Croix de l'Ordre de la Maison du Faucon blanc[2]
- Grand-croix de l'ordre de la maison ernestine de Saxe[2]
- Ordre de la Maison de Lippe de 1re classe[2]
- Croix du Mérite militaire de Waldeck (de) de 3e classe[2]
- Grand-Croix de l'Ordre du Sauveur[2]
- Grand Commandeur de l'Ordre de la Couronne d'Italie[2]
- Ordre de la Couronne de fer de 1re classe[2]
- Ordre russe de Sainte-Anne de 2e classe avec diamants[2]
- Commandeur de 2e classe de l'Ordre de l'Épée[2]
- Ordre du Médjidié de 2e classe[2]